# Nesconset
Nesconset – jednostka osadnicza w Stanach Zjednoczonych, w stanie Nowy Jork, w hrabstwie Suffolk. W czasie spisu powszechnego w 2020 r. populacja wynosiła 13 207 osób.